# Верхняя Салаевка
Верхняя Салаевка (баш. Үрге Сәләй) — деревня в Татышлинском районе Башкортостана, входит в состав Бадряшевского сельсовета.

## Население
| 2002 | 2009 | 2010 |
| ---- | ---- | ---- |
| 19   | ↘13  | ↘3   |

Национальный состав
Согласно переписи 2002 года, преобладающая национальность — башкиры (100 %).

## Географическое положение
Расстояние до:
- районного центра (Верхние Татышлы): 17 км,
- центра сельсовета (Бадряшево): 5 км,
- ближайшей ж/д станции (Чернушка): 29 км.

## Известные уроженцы
- Хания Фархи (30 мая 1960 — 27 июля 2017) — татарская певица, Народная артистка Республики Татарстан (2000)[5].